# 羅馬征服不列顛

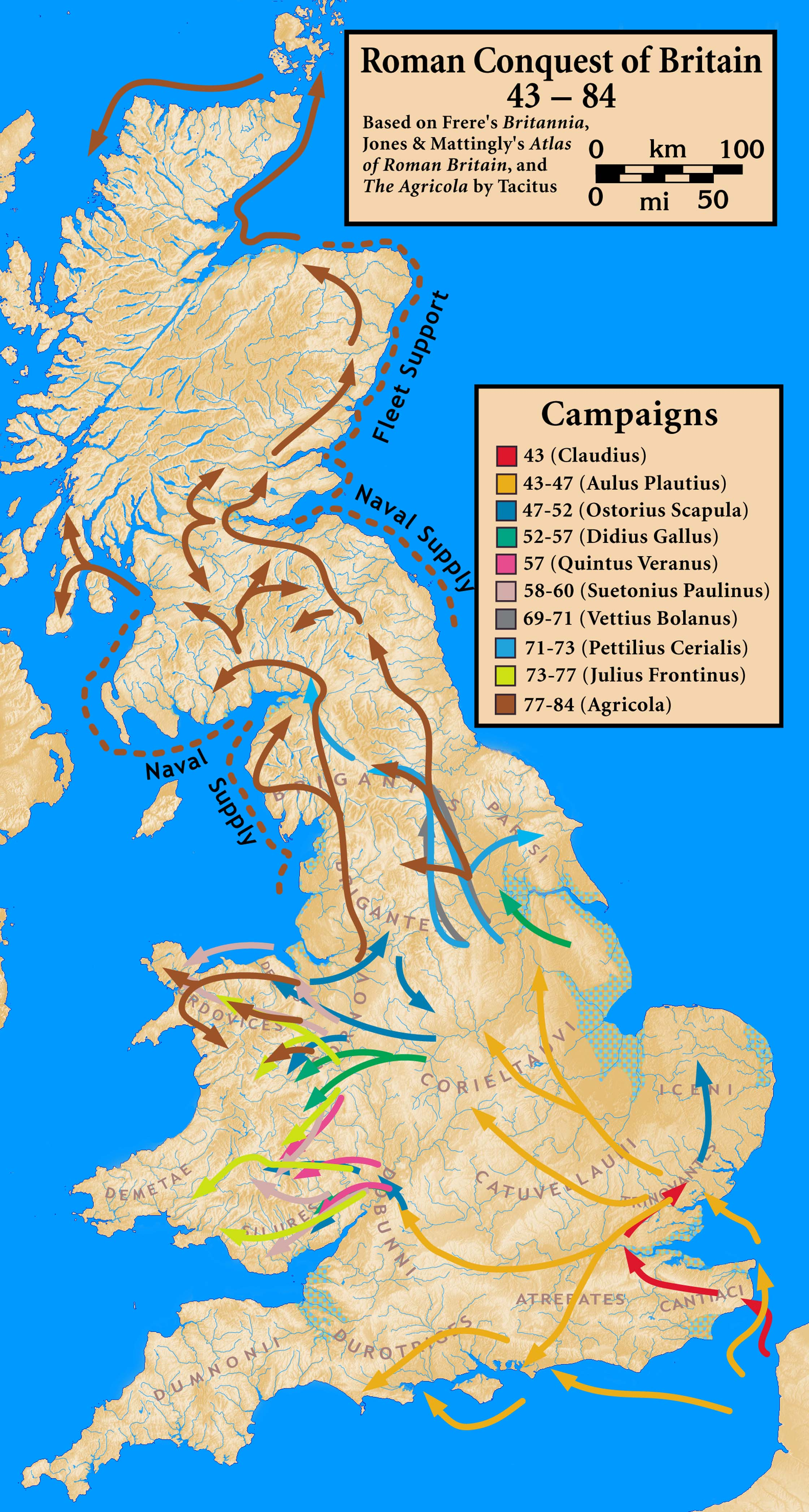
羅馬征服不列顛

羅馬征服不列顛是自公元43年由羅馬帝國的克勞狄一世派遣奧魯斯·普勞提烏斯擔任不列顛尼亞總督開始的一個對不列顛的緩慢征服過程。實際上在這之前，羅馬共和國和羅馬帝國就已經對不列顛進行過斷斷續續的侵略了。而自尤里烏斯·凱撒在前55和54年遠征以來，古羅馬就已經和不列顛建立了貿易往來關係。而古羅馬對鐵器時代的不列顛，特別是不列顛南部的影響也自此變得十分重大。
在前55年之公元40年代，不列顛雖然由於凱撒入侵的緣故變成了古羅馬的附庸國，但實際上還保留著相當程度的獨立。前34年、前27年和前25年，奧古斯都曾多次準備入侵不列顛，但都未能成行。根據奧古斯都的《奧古斯都神的功業》，在他在任時，曾有兩個不列顛國王Dubnovellaunus和Tincomarus逃到羅馬請求他的援助，而史特拉波在他的《地理志》中認為這一時代不列顛對羅馬的進貢比如果能征服不列顛并徵稅能得來的還要多。
公元40年代，不列顛政局混亂。卡图维劳尼人取代特里諾文特人成為不列顛東南部最強大的統治者，掌控了原先特里諾文特人的首都科尔切斯特（当时称为Camulodunum）。他的統治對其鄰居阿特雷巴特人構成了威脅，後者是凱撒的前盟友康明烏斯的後人。
40年，卡利古拉計劃進攻不列顛， 但根據《羅馬十二帝王傳》，其舉止異常，卡利古拉的軍隊行進到英吉利海峽時，卡利古拉命令他們停止前進，到沙灘上去撿貝殼。 現代歷史學家認為這是卡利古拉在懲罰士兵們曾發起的暴動或只是由於其個人的神經錯亂。不過即使如此，這次的行軍還是為後來克勞狄一世的入侵打好了基礎。例如卡利古拉在（今濱海布洛涅）建造了燈塔。

## 克勞狄的準備
43年，克勞狄一世再次發起了軍事行動以重新任命被驅逐的阿特雷巴特人國王維瑞卡， 奧魯斯·普勞提烏斯被授予全權掌控四支羅馬軍團，總兵力達到20,000人，此外還有同等人數的補給隊。這四支軍團是：
- 第二奧古斯塔軍團
- 第九西班牙軍團
- 第十四雙子軍團
- 第二十英勇凯旋军团

其中第二軍團是由後來的羅馬皇帝葦斯巴薌率領的，卡西烏斯·狄奧提到第九軍團的將領是格涅烏斯·候斯迪烏斯·蓋塔和葦斯巴薌的兄弟提圖斯·弗拉菲烏斯·薩比努斯。歐特羅皮烏斯則提到了軍隊中有格涅烏斯·塞提烏斯·薩圖爾尼努斯。

## 登陸
奧魯斯·普勞提烏斯的主要兵力分三批登陸，出發點一般被認為是現在法國的濱海布洛涅一帶，主要登陸點則可能是Rutupiae（今肯特郡東岸的里奇伯勒），方向為南北向。但實際上兩者都沒有確切證據證實， 只有些許考古發掘物的年代與之相符。一些歷史學家  認為路線是從濱海布洛涅到索倫特，登陸點靠近Noviomagus（奇切斯特）或南安普頓，這些地方之前都是由維瑞卡統治的。還有另一種說法是從萊茵河河口到里奇伯勒，方向為東西向。

## 擴展閱讀
- The Great Invasion, Leonard Cottrell, Coward-McCann, New York, 1962, hardback. Was published in the UK in 1958.
- Tacitus, Histories, Annals and De vita et moribus Iulii Agricolae
- A.D. 43, John Manley, Tempus, 2002.
- Roman Britain, Peter Salway, Oxford, 1986
- Miles Russel - Ruling Britannia - History Today 8/2005 p5-6
- Francis Pryor. 2004. Britain BC. New York: HarperPerennial.
- Francis Pryor. 2004. Britain AD. New York: HarperCollins.
- George Shipway - Imperial Governor. 2002. London: Cassell Military Paperbacks.